# マボロシのシ
『マボロシのシ』は、マボロシの3作目のオリジナルアルバム。2009年3月25日発売。発売元はキューンレコード。
前作『ラブシック』から、約1年4か月ぶりのリリースとなる。初回生産限定盤は、ミュージック・ビデオと2008年の全国ツアーから恵比寿リキッドルーム・ファイナルのライブ映像を収録したDVDとの2枚組。
フィーチャリングゲストとして椎名林檎、さかいゆう、Crystal Kay、KOHEI JAPANが参加している。

## 収録曲
1. マボロシを聴きながら
作詞:Sakama Daisuke 作曲:マボロシ
2. 雑種犬
作詞:Sakama Daisuke 作曲:マボロシ
3. あまいやまい feat.椎名林檎
作詞:Sakama Daisuke, 椎名林檎 作曲:マボロシ, 椎名林檎
4. ジェイラップ
作詞:Sakama Daisuke 作曲:マボロシ
5. 記念日 feat.さかいゆう
作詞:Sakama Daisuke, さかいゆう 作曲:マボロシ, さかいゆう
6. Music Is Mine feat.Crystal Kay
作詞:Sakama Daisuke 作曲:マボロシ
7. なんとかなんのさ
作詞:Sakama Daisuke 作曲:マボロシ, Mikami Yoshinao for vintage moderns
8. You Gonna Get Yours
作詞:Takeuchi Tomoyasu 作曲:マボロシ
9. ワンモアヴァース
作詞:Sakama Daisuke 作曲:マボロシ
10. 今宵の晩ごはん
作詞:Takeuchi Tomoyasu, Sakama Daisuke 作曲:マボロシ
11. 日本の親父 昭和の親父 feat.KOHEI JAPAN
作詞:Sakama Daisuke, Sakama Kohei 作曲:マボロシ
12. セクシー
作詞:Sakama Daisuke 作曲:マボロシ
13. ヒーロー
作詞:Sakama Daisuke 作曲:マボロシ

## 初回特典DVD収録内容
1. SLOW DOWN!
2. THE ワルダクミ
3. ファンキーグラマラス Part2 feat. KREVA
4. 超ジェラス
5. 饒舌エクスプレス feat. TARO SOUL, KEN THE 390
6. SLOW DOWN! [From TOUR 2008『マボロシのラップ&ギター　Vol. 1』 at EBISU LIQUIDROOM Final]